# Shigeo Nakata
Shigeo Nakata (Asahikawa, Hokaido, Japón, 16 de octubre de 1945) es un deportista japonés retirado especialista en lucha libre olímpica donde llegó a ser campeón olímpico en México 1968.

## Carrera deportiva
En los Juegos Olímpicos de 1968 celebrados en México ganó la medalla de oro en lucha libre olímpica estilo peso mosca, por delante del luchador estadounidense Richard Sanders  (plata) y del mongol Chimedbazaryn Damdinsharav (bronce).